# Крутий Берег (Полтава)
Крути́й Бе́рег — селище в Подільському районі Полтави.

## Географія, населення, соціальна сфера
Селище Крутий Берег — північно-східна околиця Полтави. Розташоване на лівому березі Ворскли.
Адміністративно селище входить до складу Подільського району міста. Орган місцевого самоврядування — Селищний комітет розташований на вулиці Василя Капніста, 37. Там же знаходиться і Громадський пункт охорони порядку. В Крутому Березі проживає понад 1500 мешканців — 615 домоволодінь. Забудова — переважно приватні одно-двоповерхові будинки. В селищі працює загальноосвітня середня школа № 35 (Холодноярський майдан, 1). В Крутому Березі знаходиться також резервний тренувальний стадіон «Лтава» футбольного клубу «Ворскла» з двома ігровими полями. Амбулаторія загальної практики №6 знаходиться за адресою: вул. Патриотична, 45.  

## Історія
Козацьке село Крутий Берег, засноване у трьох верстах від Полтавської фортеці, відоме з XVII століття (як козацьке / військове поселення, яке не було в будь-чиїй власності). У 1690-хроках воно було ранговою маєтністю полтавського полковника Павла Герцика, а після його смерті перейшло у власність його вдови й сина Григорія, який з братами в 1708 році пристав на бік гетьмана Івана Мазепи.

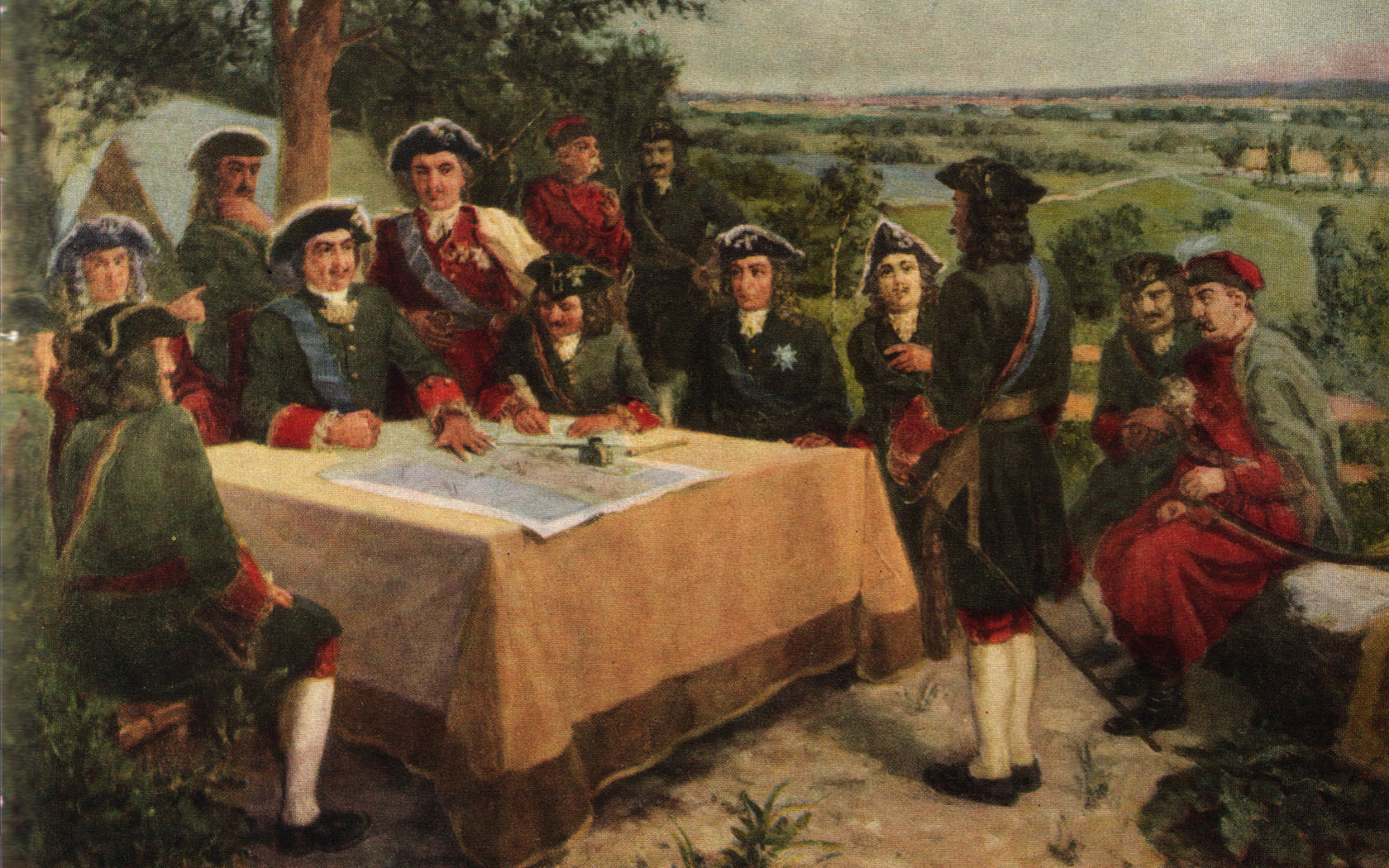
«Військова рада в селі Крутий Берег»
Катрина художника Любимова

Під час Північної війни, у червні 1709 року князь Меншиков, який очолював московські війська, отаборив війська на лівому березі Ворскли, поблизу Крутого Берега, очікуючи прибуття Петра І. 4 червня в Крутий Берег прибув Петро. Після військової ради, яка відбулася в 16 червня 1709 року, було прийняте рішення про генеральний бій. 19 червня північніше Крутого берега основні сили московської армії переправилися через річку, а 8 липня відбулася Полтавська битва, яка визначила результат війни. Деякі історики вважають, що саме перебуваючи в Крутому Березі, та дізнавшись від козацької старшини що господар села залишився вірним Мазепі, московський цар в гніві відібрав у нього володіння. В будь-якому разі, після розгрому шведів і мазепенців Петро І відібрав у Герцика Крутий Берег і пожалував його новопризначеному полтавському полковнику Івану Черняку (а після смерті останнього в 1722 році - його синові Григорія Черняку, сотнику 1-ї полтавської сотні).

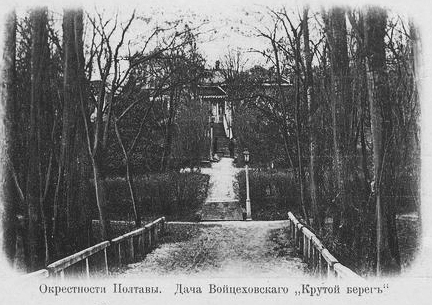
Крутий Берег. Дача Войцеховського.
Фото початку XX століття

Крутий Берег. Пам'ятний знак полеглим воїнам-землякам

Після шлюбу в 1722 році Марії Іванівни Черняк із Григорієм Юрійовичем Заньківським село перейшло у власність цієї родини.Заньковські були добре відомі і шановані на Гетьманщині представники козацької старшини. Особливо діяльним був миргородський полковник Федір Григорович Заньковський, його племінник Дмитро Іванович Заньковський, та сини останнього - Єлисей і Григорій. Оскільки Федір Заньковський синів не мав, то  половина села після його смерті в 1791 році перейшла до родини зятя, чоловіка доньки Варвари - Андрія Олександровича Дублянського, який займав посаду прокурора в Катеринославі (був сином останнього Генерального судді Гетьманшини). Всі його потомки теж були спочатку військовими, а після смерті батьків успадковували помістя:  Федір Андрійович Дублянський (*1775 – † між 1835…1839), та Андрій Федорович Дублянський (*5.03.1810, Крутий Берег – † 1876).   Після скасування кріпосного права, в другій половині 1880-х років, і Заньковські, і Дублянські свої угіддя продали. Садиба Заньковських біля Петропавлівської церкви і школи №22 не збереглася (з початку ХХ століття це село, а з 1929 року - куток Полтави отримав назву Дублянщина). А от залишки садиби Дублянських (поміщицький будинок і каретний двір початку ХІХ століття) ще є (вул. Василя Капніста, 40).
Указом Президії Верховної Ради Української РСР від 26 січня 1988 р. село Крутий Берег Новоселівської сільради Полтавського району включено в межі міста Полтави.

## Транспорт

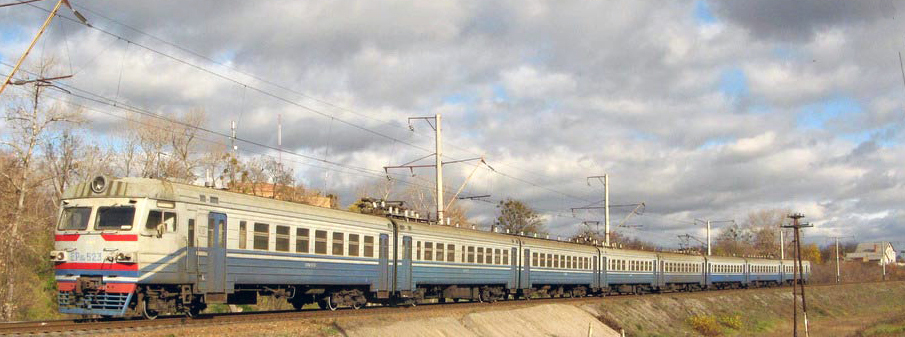
Крутий Берег. Електропоїзд «Ромодан — Полтава»

Громадським транспортом на Крутий Берег можна дістатися автобусами, як прямують з міста в напрямку села Вакуленці. Це муніципальні маршрути № 1 (Критий ринок — Вакуленці), № 62 (Вакуленці — Половки — Алмазний — Вакуленці).
Дістатися Крутого берега можна також електричкою їдучи до зупинки «Крутий Берег» від станцій Полтава-Південна (в напрямку на Київ) чи Полтава-Київська (в напрямку Київ — Полтава-Південна).

## Відомі люди

### Були  великими землевласниками, поміщиками
- Герцик Павло Семенович — полтавський полковник часів Гетьманщини, та сподвижник Івана Мазепи і Пилипа Орлика його син Григорій Павлович (1692-1709).
- Іван Черняк  — полтавський полковник часів Гетьманщини, противник Івана Мазепи, та його син.
- Родина Заньковських - козацької старшини, пізніше -дворян (1730-ті ... 1880-ті);
- Родина Дублянських — козацької старшини, пізніше -дворян (1770-ті ... 1880-ті).

### Народилися
- Віцько Іван Михайлович (1930—2011) — художник по кераміці та порцеляні, народний художник України.

## Об'єкти культурної спадщини
Пам'ятка історії України національного значення — садиба Дублянських (нині будинок культури) з каретним двором (садибний будинок і службовий флігель початку 19 ст.).

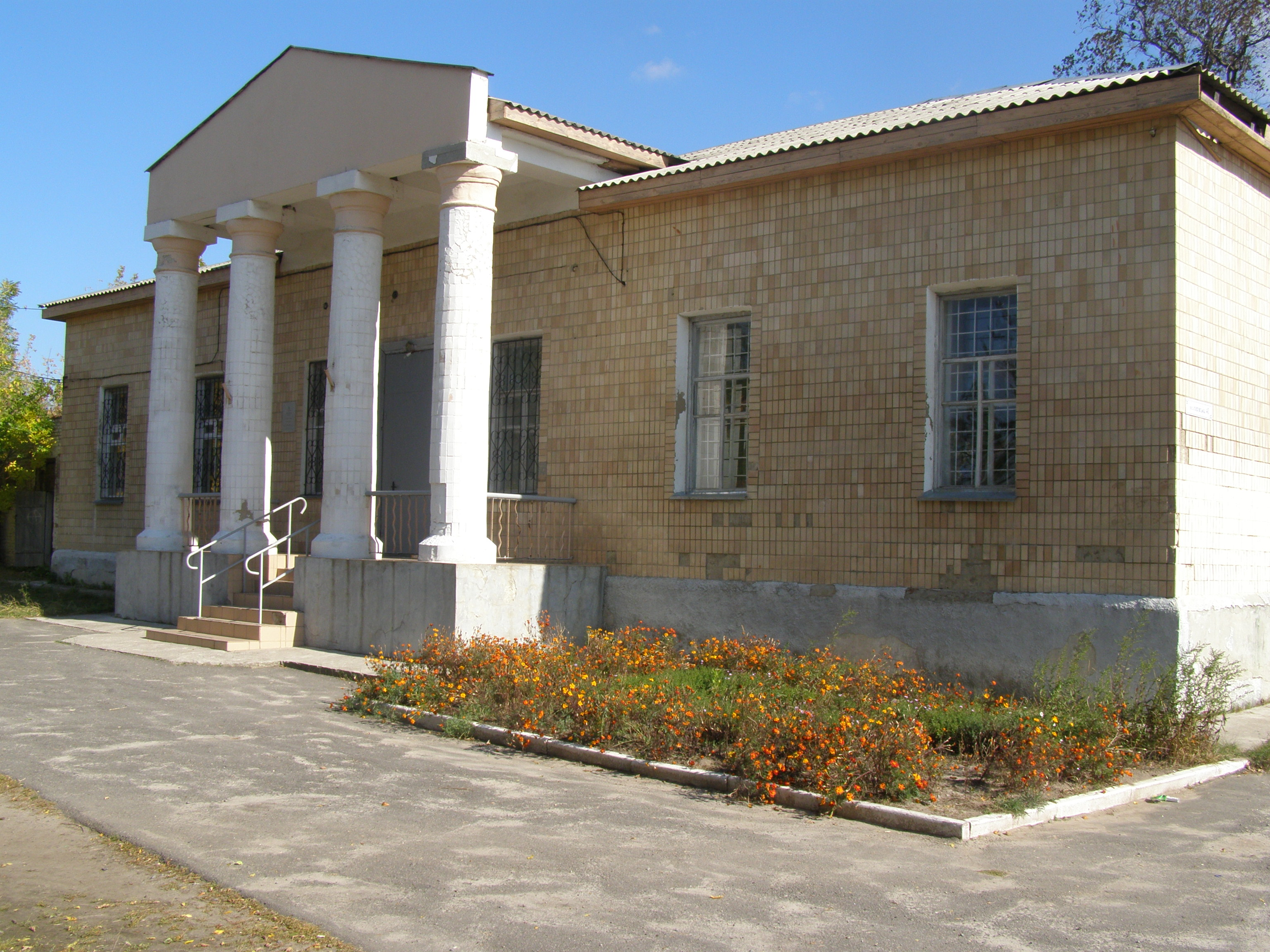
Садибний будинок Дублянських
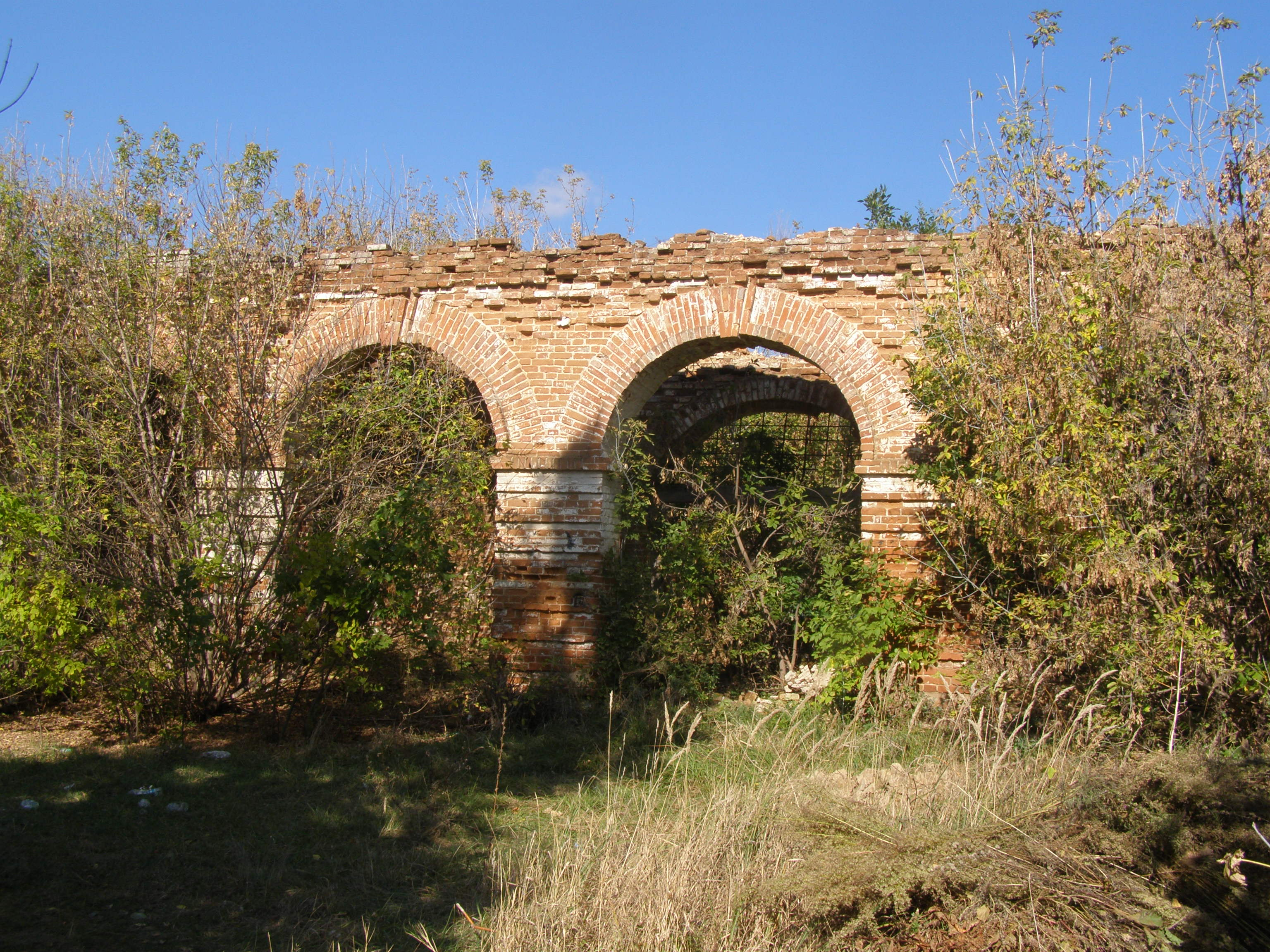
Руїни каретного двору